# Kuzmice
|  | Per a altres significats, vegeu «Kuzmice (Košice)». |

Kuzmice és un poble i municipi d'Eslovàquia que es troba a la regió de Nitra, al sud-oest del país. Té una superfície de 8,2 km² i la seva població el 2018 es va estimar en 738 habitants.

## Història
El territori on avui hi ha Kuzmice ja estava habitat al Neolític. Al territori del poble actual hi ha troballes d'assentaments documentades arqueològicament de l'època de Hallstatt i del llatí tardà, un assentament de l'època romana i gran Moràvia. El poble està documentat des del 1270 com Kosma o Cosma i, més tard, com Kozmay (1327), Kozmafalwa (1427), Kuzmicze (1773), Kuznice (1920), Kuzmice (1927).
El poble pertanyia a la família Kozmov i a la família Tolvay i posteriorment a diversos propietaris de terres. El 1715 tenia 23 llars abandonades i 9 d'habitades; i el 1787 tenia 60 cases i 583 habitants; i el 1828 84 cases i 624 habitants. Molts d'aquests ciutadans van emigrar entre 1890 i 1900. La majoria de la població es dedicava a l'agricultura i el teixit. Durant la Primera República de Txecoslovàquia l'ocupació de la població no va canviar. Hi havia estupes i 2 molins. El 1926 els agricultors van subdividir per la força les terres de cultiu a gran escala.
El 1944 el poble va estar a la zona del front durant quatre setmanes i va ser greument danyat.

## Entorn natural
Kuzmice està al peu oriental de les muntanyes Slanské vrchy a la part sud de la Podslanská pahorkatina, dividida per la riera de Roňava i els seus afluents. El centre de la població té una altitud de 156 metres i la de l'àrea circumdant oscil·la entre els 135-300 m. Els turons desforestats estan coberts de dipòsits de loess i els vessants orientals estan coberts de bosc caducifoli. Hi ha fonts de sal comuna.

## Demografia
| Godina             | 1994 | 2004 | 2014   | 2024    |
| ------------------ | ---- | ---- | ------ | ------- |
| Nombre de persones | 0    | 675  | 674    | 770     |
| Diferència         |      | –    | −0,14% | +14,24% |

| Godina             | 2023 | 2024   |
| ------------------ | ---- | ------ |
| Nombre de persones | 757  | 770    |
| Diferència         |      | +1,71% |